# Paktiya
Ne doit pas être confondu avec Paktika.

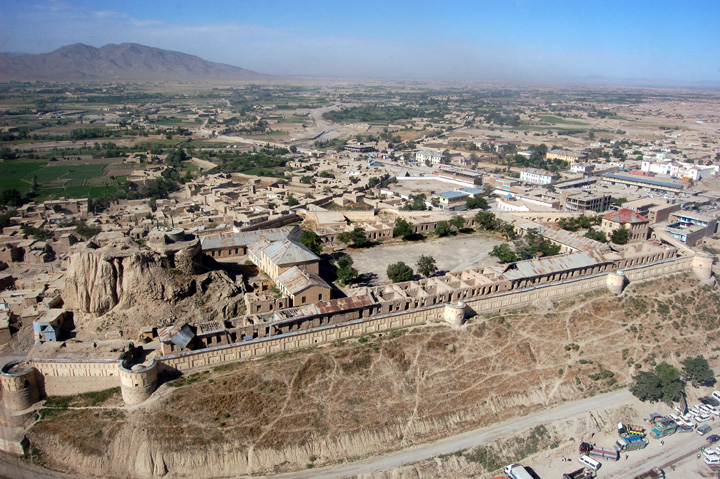
Vue aérienne d'un fort à Gardez, la capitale de la province de Paktia

Districts de la province de Paktiya.

Paktiya ou Paktiyâ est une province du sud-est de l'Afghanistan. Sa capitale est Gardêz.